# Denis Blundell

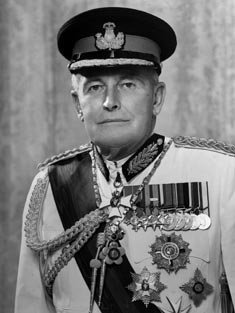
Sir Edward Denis Blundell (1970er)

Sir Edward Denis Blundell GCMG, GCVO, KBE, QSO (* 29. Mai 1907 in Wellington, Neuseeland; † 24. September 1984 in Townsville, Queensland, Australien) war Rechtsanwalt in Neuseeland und England, Soldat und von 1972 bis 1977 der 12. Generalgouverneur von Neuseeland. Er war der erste in Neuseeland geborene Generalgouverneur des Landes.

## Frühe Jahre
Edward Denis Blundell wurde am 29. Mai 1907 in Wellington geboren. Er stammte aus dem Zweig der Familie des Gründers der Wellingtoner Tageszeitung Evening Post, Henry Blundell, ab. Denis Blundell besuchte die Waitaki Boys High School in Oamaru und studierte anschließend Rechtswissenschaft an der University of Cambridge. Nach Abschluss des Studiums bekam er 1929 eine Zulassung als Barrister in England zu arbeiten.

## Beruflich Karriere
Ein Jahr später kehrte er zurück nach Neuseeland und arbeitete als Solicitor und Barrister in Wellington, bis er 1936 als Partner in die mehrere hundert Mitarbeiter große Anwaltskanzlei der Firma Bell Gully einstieg, die ihren Hauptsitz in Auckland hat.  Er blieb in dem Unternehmen bis 1968, bis er zum High Commissioner of New Zealand to the United Kingdom und Botschafter für Irland) berufen wurde. Das Amt führte er bis zu seiner Ernennung zum Generalgouverneur 1972 aus. Während seiner beruflichen Tätigkeit ließ er sich 1951 zum Präsidenten der Wellington District Law Society wählen, war von 1962 bis 1968 der Präsident der New Zealand Law Society und 1966 der Vizepräsident der Law Society of Asia and the Pacific.
Als passionierter Cricket-Spieler übernahm er von 1959 bis 1962 die Präsidentschaft des New Zealand Cricket Board.
Von 1962 bis 1968 war er Präsident der Birthright New Zealand Inc, eine Organisation, die Kinder bzw. Familien unterstützt, die nur einen Elternteil haben.

## Militärdienst
1939 wurde er zur Armee einberufen und war Soldat in der Second New Zealand Expeditionary Force, der Teil der neuseeländischen Armee, der an dem Zweiten Weltkrieg teilnahm. Er war bis 1944 Mitglied in dem 19 Wellington Battalion, wurde Brigade Major der 5 New Zealand Infantry Brigade von 1943 bis 1944 und war danach bis 1945 für das 23 Battalion zuständig. Er beendete den Militärdienst 1944 als Kriegsinvalide und mit dem Rang eines Lieutenant-Colonel.

## Staatsamt
1971 beschloss das neuseeländische Kabinett Blundell, bereits 65-jährig, zum 12. Generalgouverneur von Neuseeland vorzuschlagen. Er übernahm das Amt offiziell am 27. September 1972. Er war damit nicht nur der erste Generalgouverneur, der in Neuseeland geboren war, sondern auch der Erste, der zu offiziellen Anlässen keinen federgeschmückten Helm und nur einfache Uniformen oder einfache Anzüge trug. Nach Ende seiner Amtszeit, die am 5. Oktober 1977 endete, zog er nun 70-jährig mit seiner Frau nach Auckland. Blundell verstarb am 24. September 1984 in Townsville in Queensland. Über die Umstände seines Todes ist nichts bekannt.

## Auszeichnungen
- 1964 – Order of the British Empire (KBE)[5]
- 1967 – Order of St. Michael and St. George (GCMG)[8]
- 1974 – Royal Victorian Order (GCVO)[9]
- 19?? – Queen’s Service Order (QSO)